# 伍国仲
伍国仲（1916年—1999年），男，四川苍溪人，中华人民共和国军事人物，中国人民解放军少将，曾任云南省军区思茅军分区司令员。